# Штрольц, Хуберт
Хуберт Штрольц (нем. Hubert Strolz, род. 26 июня 1962 года, Варт) — австрийский горнолыжник, олимпийский чемпион. Универсал, одинаково успешно выступал в большинстве дисциплин горнолыжного спорта, кроме скоростного спуска.
В Кубке мира Штрольц дебютировал 28 марта 1981 года, в январе 1988 года одержал единственную в карьере победу на этапе Кубка мира, в комбинации. Кроме этого имеет на своём счету 32 попадания в тройку лучших на этапах Кубка мира, большинство в гигантском слаломе. Лучшим достижением в общем зачёте Кубка мира, является для Штрольца 3-е место в сезоне 1987/88, в том же сезоне он завоевал малый Хрустальный глобус в зачёте комбинации.
На Олимпийских играх 1984 года в Сараево занял 6-е место в гигантском слаломе, кроме того стартовал в слаломе, но сошёл в первой попытке.
На Олимпийских играх 1988 года в Калгари завоевал золото в комбинации и серебро в гигантском слаломе, а также был 4-м в супергиганте, лишь 0,03 секунды уступив в борьбе за бронзу шведу Ларс-Бёрье Эрикссону.
На Олимпийских играх 1992 года в Альбервиле занял 24-е место в супергиганте, 9-е место в гигантском слаломе и 13-е в слаломе, в комбинации был дисквалифицирован во второй слаломной попытке.
За свою карьеру участвовал в пяти чемпионатах мира, медалей не завоёвывал, но трижды останавливался в шаге от пьедестала, занимая четвёртые места, в гигантском слаломе в 1987 году, в супергиганте в 1989-м и в слаломе на чемпионате мира 1993 года.
Завершил спортивную карьеру в 1994 году. В дальнейшем был директором спортивной школы в родном Варте.
Сын Йоханнес Штрольц — двукратный олимпийский чемпион 2022 года. Хуберт и Йоханнес — первая в истории пара отец-сын, которые выиграли олимпийское золото в горнолыжном спорте.

## Победы на этапах Кубка мира (1)
| № | Сезон   | Дата           | Место             | Дисциплина |
| - | ------- | -------------- | ----------------- | ---------- |
| 1 | 1987/88 | 17 января 1988 | Бад-Клайнкирххайм | Комбинация |